# Curramitas
Os Curramitas (em persa: خرمدینان - Khorrām-Dīnān - "os da religião alegre"; em árabe: خُرَّمية - Khurrāmīyah) eram membros de um movimento político e religioso iranianos com suas raízes no movimento fundado por Mazaces. Um nome alternativa par ao movimento era Muḥammira (em árabe: محمرة - "os de vestes vermelhas"; em persa: سرخ جامگان; romaniz.: Surxjāmagān ou Surkh jāmgān), uma referências às marcantes roupas vermelhas que usavam.

## Origens e história
A seita foi fundada por um clérigo persa chamado Sumpade e era uma revitalização de uma seita anterior que havia misturado o islamismo xiita e o zoroastrianismo; porém, a seita só ficou famosa por que foi adotada por Pabeco como base para sua rebelião contra o Califado Abássida.
A seita nasceu como uma resposta à execução de Abu Muslim pelos abássidas, negando que ele tivesse morrido e alegando, ao invés disso, que ele retornaria como o messias. Esta mensagem foi posteriormente confirmada pela aparição de um profeta chamado al-Muqanna‘ ("sob o véu"), que alegava que o espírito de Deus (Alá) estava em Maomé, Ali e Abu Muslim.
Sob a liderança de Pabeco, os curramitas proclamaram a divisão e redistribuição de todas as grandes propriedades de terra e o fim do governo despótico estrangeiro. Em 816, eles começaram a atacar as forças muçulmanas no Irã e no Iraque. O califa abássida Almamune enviou quatro exércitos para lidar com o problema, mas eles foram derrotados com o apoio do Império Bizantino. A supressão abássida da seita levou milhares de refugiados para o lado bizantino, onde eles foram bem recebidos pelo imperador Teófilo e alistados no exército bizantino sob o comando de seu líder curdo Teófobo.

## Crenças
Mocadaci menciona diversos fatos. Ele observa que "a base de sua doutrina é a crença na luz e nas trevas"; mais especificamente "o princípio do universo é Luz, da qual uma parte foi arrancada e se tornou Trevas". Eles "evitam cuidadosamente o derramamento de sangue, exceto quando eles erguem o estandarte da revolta". Eles são "extremamente preocupados com a limpeza e a purificação, e com a forma gentil e benevolente de se aproximar das pessoas". Alguns deles "acreditam no sexo livre, desde que as mulheres concordem, e também na liberdade de gozar de todos os prazeres e de satisfazer todos os desejos desde que estes não prejudiquem os outros".
O nome da seita é derivado com mais frequência da palavra persa khurram ("feliz, alegre").
Sobre a diversidade de credos, eles acreditam que "os profetas, a despeito da diferença entre suas leis e suas religiões, não são nada além de um único espírito". Naubakhti afirma que eles também acreditavam na reencarnação (metempsychosis) como a única forma de vida após a morte, na retribuição e no cancelamento de todas as prescrições e obrigações religiosas. Eles reverenciavam Abu Muslim e os imames. Em seus rituais, que eram simples, eles "buscavam o maior efeito sacramental possível do vinho e das bebidas". Como um todo, eles eram considerados por Mocadaci como "mazdaquianos... disfarçados de muçulmanos".

## Legado
A seita continuaria a atrair seguidores até o século XVI, quando os safávidas tomaram o controle da Pérsia. De acordo com o acadêmico Abdülbaki Gölpinarli, os Qizilbash ("Cabeças-vermelhas") do século XVI - um grupo político e religioso no Azerbaijão que ajudou a estabelecer a dinastia - eram "descendentes espirituais dos curramitas".